# 南慈贤

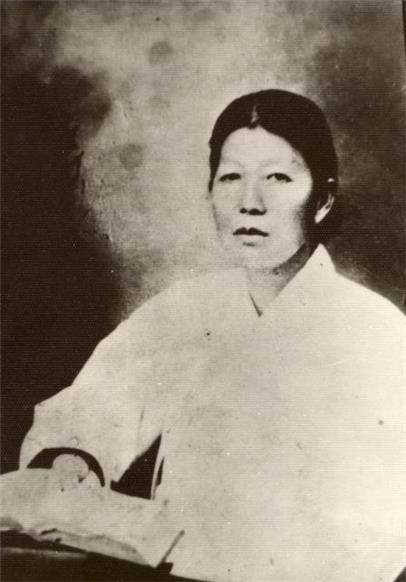

南慈贤（韓語：남자현；1872年12月7日—1933年8月22日），朝鲜日治时期朝鲜独立运动人物。
1919年三一運動后，投身于朝鲜独立运动。1933年2月起，在满洲国的哈尔滨被日本人监禁，获释后在8月22日病逝。1962年，韩国政府授予她建國勳章總統章。